# San José Las Flores
San José Las Flores é um município do departamento de Chalatenango, em El Salvador. Sua população estimada em 2007 era de 1 583 habitantes.